# Couloir Swan
Le couloir Swan est un couloir rectiligne qui constitue le fond du dièdre formé par les deux Astazous (Grand Astazou et Petit Astazou sur leurs faces nord), dans le massif de Gavarnie (Hautes-Pyrénées). Il aboutit au col Swan, sur l'arête qui sépare les deux sommets.

## Histoire
La première ascension du couloir Swan, en 1885, représente une date importante dans l'histoire du pyrénéisme. Le jeune Francis-Edward-Lister Swan, Anglais servant dans les hussards de la Princesse de Galles, amateur de montagne (il est membre du Club alpin français) est venu dans les Pyrénées. Il est devenu l'ami du comte Henry Russell. La question de gravir ce couloir encore anonyme, très visible depuis Gavarnie, se pose depuis longtemps. Le 16 septembre 1885, F. E. L. Swan, avec le guide Henri Passet, se lance à l'assaut. Ils partent à sept heures du matin vers le Pailla. Les difficultés commencent dès le début : ils doivent passer sur le rocher pour éviter une première crevasse. Plus haut c'est une grande crevasse qui coupe le couloir, ils doivent y descendre et remonter. Une avalanche les épargne de justesse. Les difficultés s'accumulent jusqu'à la sortie. Henri Passet doit tailler plus de 700 marches dans la glace lisse. ils arrivent enfin sur la cime orientale à 12 h 30. Ils redescendent par le col d'Astazou.
De retour à Gavarnie, Swan est piqué au vif par les réflexions qu'il entend, disant que les Pyrénées n'offrent pas les mêmes difficultés que les Alpes. L'année suivante, accompagné d'Henri Passet, il fera avec les Gaspard père et fils les ascensions de l'Aiguille du Plat, de la Meije, du mont Blanc et du Dru occidental. Puis, de retour dans les Pyrénées, ils font l'ascension du Cylindre et le Balaïtous par la cheminée est. Swan déclare à l'issue de cette tournée : Le Dru infiniment plus dangereux que la Meije ; mais Henri et moi nous sommes cependant convaincus que ni le Dru, ni la Meije ne peuvent, malgré la longueur, être comparés à notre ascension de l'année dernière à l'Astazou dans les conditions où nous l'avons faite.

## Sources
- Henri Beraldi, Cent ans aux Pyrénées, Paris, 1898-1904, sept volumes in-8°. Rééditions par « Les Amis du Livre Pyrénéen », Pau, 1977, puis par la « Librairie des Pyrénées et de Gascogne », Pau, 2001
- Robert Ollivier, Pyrénées centrales : Cauterets, Vignemale, Gavarnie, Guides Ollivier, FFM, GPHM, édition 1978.